# Esteban Granero
Esteban Félix Granero Molina (ur. 2 lipca 1987 roku w Madrycie) – hiszpański piłkarz występujący na pozycji pomocnika. Obecnie gra w klubie Marbella FC.

## Kariera klubowa
Granero od najmłodszych lat interesował się futbolem, a do szkółki Realu dołączył już w wieku 8 lat. Od samego początku dał się zauważyć z dobrej strony – grając w najmłodszej kategorii wiekowej, w jednym sezonie strzelił 83 bramki. Potem w 1999 roku jako kapitan Infantil B poprowadził drużynę do świetnych wyników w międzynarodowym turnieju Futbol 7, między innymi 1:0 z FC Barcelona (jedyną bramkę strzelił właśnie Esteban w doliczonym czasie). Jego zainteresowania nie kończą się na piłce, gdyż zaczął studiować psychologię.

### Getafe
W sezonie 2007/2008 został wypożyczony przez Real do Getafe CF. Zaliczył tam świetny sezon. W sezonie 2008/2009 miał grać w Realu, jednak działacze Królewskich uznali, że lepiej dla gracza będzie jeśli będzie miał okazję gry co tydzień. Dlatego 13 lipca 2008 oficjalnie potwierdzono, że Granero został sprzedany do Getafe z opcją pierwokupu zawodnika przez Real Madryt za 5 mln euro. Podpisał pięcioletni kontrakt.

### Real Madryt
Dnia 23 lipca 2009 powrócił do Realu Madryt wiążąc się z klubem czteroletnim kontraktem. Kwota transferu zamknęła się w 4 mln euro.
26 lipca 2009 w rozegrał swoje pierwsze spotkanie dla Realu Madryt przeciwko Al-Ittihad. 28 lipca Zagrał przeciwko LDU Quito w tym samym turnieju. Zmienił kontuzjowanego Arjena Robbena. Strzelił bramkę na 2:0 oraz asystował przy trafieniu Christopha Metzeldera. Pierwszą bramkę w oficjalnym meczu Realu Madryt zdobył 12 września 2009 roku w meczu z Espanyolem Barcelona w drugiej kolejce ligi hiszpańskiej; bramka padła po akcji z Kaką.

### QPR
30 sierpnia 2012 Granero podpisał czteroletni kontrakt z Queens Park Rangers. Zawodnik kosztował angielski zespół około £9 milionów. Debiut w Premier League zaliczył dwa dni później w przegranym 1:3 meczu z Manchesterem City
Swojego pierwszego gola dla QPR Granero strzelił 6 października 2012, ale jego zespół przegrał 2:3 z West Bromwich Albion

### Real Sociedad
15 sierpnia 2013 Granero został na rok wypożyczony do Realu Sociedad.

## Pseudonim
Jego pseudonim El Pirata wynika z tego, że zawsze gdy celebruje zdobycie bramki zakrywa sobie jedno oko.

## Statystyki kariery
Ostatnia aktualizacja: 20 maja 2019. 
| Klub                | Sezon              | Liga  | Liga | Liga   | Puchar | Puchar | Puchar | Europa | Europa | Europa | Razem | Razem | Razem  |
| Klub                | Sezon              | Mecze | Gole | Asysty | Mecze  | Gole   | Asysty | Mecze  | Gole   | Asysty | Mecze | Gole  | Asysty |
| ------------------- | ------------------ | ----- | ---- | ------ | ------ | ------ | ------ | ------ | ------ | ------ | ----- | ----- | ------ |
| Getafe CF           | 2007/08            | 27    | 3    | 2      | 6      | 2      | 1      | 9      | 3      | 1      | 42    | 9     | 4      |
| Getafe CF           | 2008/09            | 35    | 5    | 4      | 2      | 0      | 0      | 0      | 0      | 0      | 37    | 5     | 4      |
| Łącznie             | Łącznie            | 62    | 8    | 6      | 8      | 2      | 1      | 11     | 3      | 1      | 79    | 14    | 8      |
| Real Madryt         | 2009/10            | 31    | 3    | 5      | 1      | 0      | 0      | 4      | 0      | 0      | 36    | 3     | 5      |
| Real Madryt         | 2010/11            | 19    | 1    | 2      | 9      | 1      | 0      | 4      | 0      | 0      | 32    | 2     | 2      |
| Real Madryt         | 2011/12            | 17    | 0    | 1      | 4      | 0      | 0      | 7      | 0      | 0      | 28    | 0     | 1      |
| Łącznie             | Łącznie            | 67    | 4    | 8      | 14     | 1      | 0      | 15     | 0      | 0      | 96    | 5     | 8      |
| Queens Park Rangers | 2012/13            | 24    | 1    | 1      | 3      | 0      | 0      | 0      | 0      | 0      | 27    | 1     | 1      |
| Łącznie             | Łącznie            | 24    | 1    | 1      | 3      | 0      | 0      | 0      | 0      | 0      | 27    | 1     | 1      |
| Real Sociedad       | 2013/14            | 4     | 0    | 0      | 0      | 0      | 0      | 0      | 1      | 0      | 5     | 0     | 0      |
| Real Sociedad       | 2014/15            | 33    | 0    | 0      | 2      | 1      | 0      | 0      | 0      | 0      | 35    | 1     | 0      |
| Real Sociedad       | 2015/16            | 15    | 0    | 0      | 0      | 0      | 0      | 0      | 0      | 0      | 15    | 0     | 0      |
| Real Sociedad       | 2016/17            | 19    | 0    | 0      | 3      | 0      | 0      | 0      | 0      | 0      | 22    | 0     | 0      |
| Łącznie             | Łącznie            | 71    | 0    | 0      | 5      | 1      | 0      | 0      | 0      | 0      | 77    | 1     | 0      |
| RCD Espanyol        | 2017/18            | 25    | 1    | 0      | 6      | 1      | 0      | 0      | 0      | 0      | 31    | 2     | 0      |
| RCD Espanyol        | 2018/19            | 28    | 3    | 0      | 2      | 0      | 0      | 0      | 0      | 0      | 30    | 3     | 0      |
| Łącznie             | Łącznie            | 53    | 4    | 0      | 8      | 1      | 0      | 0      | 0      | 0      | 61    | 5     | 0      |
| Łącznie w karierze  | Łącznie w karierze | 276   | 17   | 19     | 32     | 5      | 1      | 24     | 3      | 1      | 339   | 25    | 17     |

## Sukcesy

### Real Madryt
- Puchar Hiszpanii: 2011
- Mistrzostwo Hiszpanii: 2012
- Superpuchar Hiszpanii: 2012

### Reprezentacja
- Mistrzostwo Europy U-19: 2006  Złoto